# BENE-League Handball 2022/23
De BENE-League Handball 2022/23 was de negende editie van de handbalcompetitie tussen de Nederlandse en Belgische herenteams.

## Opzet
- De beste zes ploegen van België en de beste zes ploegen uit Nederland spelen een volledige competitie tegen elkaar.
- De vier ploegen die aan het einde van deze competitie bovenaan staan, strijden om de titel van de BENE-League. Dit gebeurt in één weekend. Op de zaterdag de halve finales (nummer 1 van de competitie tegen nummer 4, en nummer 2 tegen nummer 3), en op de zondag de finale.
- Per land bepaalt zijn eigen promotie/degradatie regels voor de BENE-League dit gebeurt via een nacompetitie.
  - In Nederland spelen de zes ploegen in competitievorm. De nummer laatst speelt een Best of Two tegen de winnaar van de nationale eredivisie om een plek in de BENE-League. De beste twee spelen een best of three serie voor de landskampioenschap
  - In België spelen de laagste twee teams uit de BENE-League een best-of-five serie voor handhaving/degradatie. De overige vier teams spelen voor de landstitel.

## Teams
| Club                        | Stad               | Provincie      | Trainer             | Hal                       |
| België                      | België             | België         | België              | België                    |
| --------------------------- | ------------------ | -------------- | ------------------- | ------------------------- |
| Sezoens Achilles Bocholt    | Bocholt            | Limburg        | Luc Boiten          | De Damburg                |
| HC AtomiX                   | Haacht             | Vlaams-Brabant | Jelle Vonckx        | Den Dijk                  |
| KTSV Eupen                  | Eupen              | Luik           | Jean-Luc Grandjean  | Sporthalle Eupen          |
| HUBO Handbal                | Hasselt - Tongeren | Limburg        | Peter Portengen     | Alverberg & Eburons Dôme  |
| Sporting Pelt               | Pelt               | Limburg        | Korneel Douven      | Dommelhof                 |
| HC Visé BM                  | Wezet              | Luik           | Thomas Cauwenberghs | Hall Omnisports de Visé   |
| Nederland                   |                    |                |                     |                           |
| Green Park Handbal Aalsmeer | Aalsmeer           | Noord-Holland  | Bert Bouwer         | De Bloemhof               |
| Herpertz Bevo HC            | Panningen          | Limburg        | Richard Curfs       | De Heuf                   |
| Drenth Groep Hurry-Up       | Zwartemeer         | Drenthe        | Joop Fiege          | Techniekplein Emmen Arena |
| KEMBIT-LIONS                | Sittard-Geleen     | Limburg        | Christoph Jauernik  | Stadssporthal             |
| RED-RAG/Tachos              | Waalwijk           | Noord-Brabant  | Hans van Dijk       | De Slagen                 |
| KRAS/Volendam               | Volendam           | Noord-Holland  | Geert Hinskens      | Opperdam                  |

## Stand
| Pos | Club                        | Wed | W  | G | V  | Ptn | DV  | DT  | +/−  | Opmerking                    |
| --- | --------------------------- | --- | -- | - | -- | --- | --- | --- | ---- | ---------------------------- |
| 1   | Sezoens Achilles Bocholt    | 22  | 20 | 0 | 2  | 40  | 699 | 558 | +141 | Geplaatst voor de Final Four |
| 2   | KEMBIT-LIONS                | 22  | 16 | 1 | 5  | 33  | 758 | 634 | +124 | Geplaatst voor de Final Four |
| 3   | Green Park Handbal Aalsmeer | 22  | 15 | 2 | 5  | 32  | 711 | 605 | +106 | Geplaatst voor de Final Four |
| 4   | Sporting Pelt               | 22  | 14 | 2 | 6  | 30  | 716 | 586 | +130 | Geplaatst voor de Final Four |
| 5   | Drenth Groep Hurry-Up       | 22  | 13 | 3 | 6  | 29  | 658 | 616 | +42  |                              |
| 6   | HC Visé BM                  | 22  | 14 | 0 | 8  | 28  | 628 | 572 | +56  |                              |
| 7   | KRAS/Volendam               | 22  | 11 | 2 | 9  | 24  | 690 | 624 | +66  |                              |
| 8   | HUBO Handbal                | 22  | 9  | 2 | 11 | 20  | 679 | 661 | +18  |                              |
| 9   | Herpertz Bevo HC            | 22  | 7  | 0 | 15 | 14  | 611 | 682 | -71  |                              |
| 10  | KTSV Eupen                  | 22  | 4  | 2 | 16 | 10  | 619 | 740 | -121 |                              |
| 11  | RED-RAG/Tachos              | 22  | 2  | 0 | 20 | 4   | 498 | 743 | -245 |                              |
| 12  | HC AtomiX                   | 22  | 0  | 0 | 22 | 0   | 558 | 804 | -246 |                              |

Bron: bnleague.com - ranking[dode link]

## Uitslagen
|                             | AAL     | ATO     | BEV     | BOC     | EUP     | HUB     | HUR     | LIO     | PEL     | TAC     | VIS     | VOL     |
| --------------------------- | ------- | ------- | ------- | ------- | ------- | ------- | ------- | ------- | ------- | ------- | ------- | ------- |
| Green Park Handbal Aalsmeer |         | 39 – 28 | 34 – 31 | 27 - 24 | 37 – 22 | 28 – 28 | 29 – 24 | 32 – 29 | 30 - 26 | 40 – 16 | 27 – 38 | 39 – 33 |
| HC AtomiX                   | 23 – 40 |         | 33 – 35 | 18 – 38 | 27 – 32 | 29 – 35 | 24 – 30 | 19 – 39 | 21 – 44 | 25 – 27 | 27 – 30 | 24 – 39 |
| Herpertz Bevo HC            | 23 – 42 | 31 – 30 |         | 24 – 26 | 35 – 26 | 33 – 34 | 26 – 32 | 33 – 38 | 18 – 28 | 31 – 25 | 20 – 24 | 29 – 27 |
| Sezoens Achilles Bocholt    | 30 – 27 | 35 – 24 | 29 – 25 |         | 47 – 19 | 34 – 30 | 26 – 17 | 34 – 30 | 27 – 26 | 38 – 24 | 32 – 24 | 31 – 30 |
| KTSV Eupen                  | 28 – 28 | 36 – 28 | 33 – 37 | 22 – 31 |         | 24 – 27 | 29 – 34 | 29 – 36 | 29 – 35 | 36 – 30 | 21 – 29 | 30 – 40 |
| HUBO Handbal                | 34 – 36 | 35 – 27 | 38 – 27 | 30 – 35 | 33 - 35 |         | 34 - 27 | 28 - 32 | 24 - 33 | 43 – 20 | 23 - 30 | 28 – 28 |
| Drenth Groep Hurry-Up       | 27 – 30 | 40 – 30 | 32 – 31 | 27 – 35 | 27 – 27 | 43 – 28 |         | 33 – 27 | 32 – 30 | 33 – 21 | 29 – 28 | 33 – 28 |
| KEMBIT-LIONS                | 33 – 27 | 40 – 23 | 35 – 25 | 29 – 39 | 40 – 32 | 37 – 31 | 36 – 29 |         | 33 – 33 | 37 – 20 | 30 – 24 | 34 – 36 |
| Sporting Pelt               | 29 – 27 | 49 – 22 | 39 – 24 | 25 – 21 | 38 – 25 | 31 – 21 | 29 – 29 | 33 – 35 |         | 37 – 27 | 29 – 33 | 26 – 25 |
| RED-RAG/Tachos              | 20 – 32 | 29 – 28 | 20 – 29 | 30 – 34 | 22 – 35 | 19 – 36 | 19 – 29 | 19 – 41 | 21 – 33 |         | 22 – 32 | 23 – 36 |
| HC Visé BM                  | 27 – 30 | 38 – 28 | 27 – 21 | 24 – 26 | 33 – 23 | 26 – 25 | 23 – 25 | 28 – 31 | 30 – 32 | 26 – 23 |         | 27 – 23 |
| KRAS/Volendam               | 32 – 30 | 43 – 21 | 30 – 23 | 26 – 27 | 41 – 29 | 31 – 29 | 26 – 26 | 27 – 36 | 32 – 31 | 32 – 21 | 25 – 27 |         |

## Final Four
Vanaf dit seizoen is de eindfase van de BENE-League heeft een andere opzet. De beste vier ploegen van de reguliere competitie spelen in de halve finale twee keer tegen elkaar, in een thuis en uitwedstrijd. Wie het beste resultaat heeft na twee wedstrijden spelen op 18 maart 2023 de finale.

### Halve finale
| 28 februari 2023 20:30 | Sporting Pelt | 28 – 25 | Sezoens Achilles Bocholt | Dommelhof, Pelt Scheidsrechters: Peeters, van Loock |
| 28 februari 2023 20:30 | (16-10)       |         |                          | Dommelhof, Pelt Scheidsrechters: Peeters, van Loock |
| 28 februari 2023 20:30 |               |         |                          | Dommelhof, Pelt Scheidsrechters: Peeters, van Loock |

| 2 maart 2023 20:00 | Green Park Handbal Aalsmeer | 28 – 29 | KEMBIT-LIONS | De Bloemhof, Aalsmeer Scheidsrechters: Geraets, Geraets |
| 2 maart 2023 20:00 | (13-16)                     |         |              | De Bloemhof, Aalsmeer Scheidsrechters: Geraets, Geraets |
| 2 maart 2023 20:00 |                             |         |              | De Bloemhof, Aalsmeer Scheidsrechters: Geraets, Geraets |

| 4 maart 2023 20:15 | Sezoens Achilles Bocholt | 27 – 21 | Sporting Pelt | De Damburg, Bocholt Scheidsrechters: Egberts, van de Beek |
| 4 maart 2023 20:15 | (13-10)                  |         |               | De Damburg, Bocholt Scheidsrechters: Egberts, van de Beek |
| 4 maart 2023 20:15 |                          |         |               | De Damburg, Bocholt Scheidsrechters: Egberts, van de Beek |

| 4 maart 2023 20:00 | KEMBIT-LIONS | 29 – 29 | Green Park Handbal Aalsmeer | Fletcher Wellness-Hotel, Sittard Scheidsrechters: Schols, Martens |
| 4 maart 2023 20:00 | (16-14)      |         |                             | Fletcher Wellness-Hotel, Sittard Scheidsrechters: Schols, Martens |
| 4 maart 2023 20:00 |              |         |                             | Fletcher Wellness-Hotel, Sittard Scheidsrechters: Schols, Martens |

### Finale
| 18 maart 2023 20:30 | Sezoens Achilles Bocholt | 29 – 22 | KEMBIT-LIONS | De Damburg, Bocholt Scheidsrechters: Wolbertus, Weijmans |
| 18 maart 2023 20:30 | (18-12)                  |         |              | De Damburg, Bocholt Scheidsrechters: Wolbertus, Weijmans |
| 18 maart 2023 20:30 |                          |         |              | De Damburg, Bocholt Scheidsrechters: Wolbertus, Weijmans |

|                          |
| Vlag van België          |
| Sezoens Achilles Bocholt |
| 6de titel                |

## Topscoorder
| # | Goal | Nat.               | Naam            | Club                        |
| - | ---- | ------------------ | --------------- | --------------------------- |
| 1 | 161  | Vlag van België    | Damian Kedziora | KTSV Eupen                  |
| 2 | 153  | Vlag van Nederland | Kaj Geenen      | Herpertz Bevo HC            |
| 3 | 133  | Vlag van Nederland | Donny Vink      | Green Park Handbal Aalsmeer |
| 4 | 124  | Vlag van Nederland | Bart Köhlen     | Sporting Pelt               |
| 4 | 124  | Vlag van België    | Ilyas DHanis    | HUBO Handbal                |

Update: 19 maart 2023

## All-star team
Op voordracht van de coaches is door diezelfde coaches en de fans een "all-star team" gekozen.
| Positie        | Naam            | Nati.              | Club                     |
| -------------- | --------------- | ------------------ | ------------------------ |
| Doelman        | Boris Tot       | Vlag van Kroatië   | Drenth Groep Hurry-Up    |
| Rechterhoek    | Bart Köhlen     | Vlag van Nederland | Sporting Pelt            |
| Rechter opbouw | Serge Spooren   | Vlag van België    | Sezoens Achilles Bocholt |
| Cirkel         | Yves Vancosen   | Vlag van België    | HC Visé BM               |
| Midden opbouw  | Patrick Miedema | Vlag van Nederland | Drenth Groep Hurry-Up    |
| Linker opbouw  | Bartosz Konitz  | Vlag van Polen     | Sporting Pelt            |
| Linkerhoek     | Kaj Geenen      | Vlag van Nederland | Herpertz Bevo HC         |